# ولامرتینگ
ولامرتینگ (به لاتین: Vlamertinge) یک منطقهٔ مسکونی در بلژیک است که در ایپر واقع شده‌است. ولامرتینگ ۱۷ متر بالاتر از سطح دریا واقع شده‌است.